# بخش اوتار دیناژپور
بخش اوتار دیناژپور (به انگلیسی: Uttar Dinajpur district) یک منطقهٔ مسکونی در هند است که در Malda division واقع شده‌است. بخش اوتار دیناژپور ۳٬۱۴۲ کیلومتر مربع مساحت و ۳٬۰۰۷٬۱۳۴ نفر جمعیت دارد.